# 陳渭
陳渭（1469年—？），字啓周，四川重庆府江津县人，民籍，明朝政治人物。

## 生平
四川鄉試第二十二名舉人。弘治十二年（1499年）中式己未科會試第二百三十名，三甲第七十五名進士。

## 家族
曾祖陈忠；祖陈能博；父陈环，巡检。前母李氏，母周氏。慈侍下。兄漢清、源清。